# 马修·惠特克
马修·乔治·惠特克（英語：Matthew George Whitaker，1969年10月22日—）是一名美国律师及曾任代理美国司法部长。2018年美國中期選舉的第二天，上一任司法部长傑夫·塞申斯在总统特朗普的要求在递出辞呈，辞去司法部长职位。特朗普随即任命马修代理司法部长。马修·乔治·惠特克担任代理司法部长至2019年2月14日。
马修·惠特克在布什总统任内供职司法部，任爱荷华州南区检察官。马修也曾在2014年6月以共和党员身份参选爱荷华州参议员。
2024年11月20日，他被美國總統當選人特朗普提名在第二次特朗普政府中擔任美國常駐北大西洋公約組織代表。